# Charrua (kommun i Brasilien)
Charrua är en kommun i Brasilien.   Den ligger i delstaten Rio Grande do Sul, i den södra delen av landet, 1 400 km söder om huvudstaden Brasília. Antalet invånare är 3 471.
I omgivningarna runt Charrua växer huvudsakligen savannskog. Runt Charrua är det glesbefolkat, med 19 invånare per kvadratkilometer.